# Schloss Rammelburg
Das Schloss Rammelburg (auch Burg Rammelburg oder nur Rammelburg) liegt im nach diesem benannten Ort Rammelburg in der Stadt Mansfeld in Sachsen-Anhalt. Es entstand durch einen schlossartigen Umbau beziehungsweise eine Erweiterung einer vorbestehenden mittelalterlichen Burg. Die Anlage ist unter der Bezeichnung „Burg“ und der Beschreibung „Schloss Rammelburg“ im Denkmalverzeichnis des Landes Sachsen-Anhalt als Kulturdenkmal ausgewiesen.

## Geschichte
Die Rammelburg soll 992 durch König Otto III. zunächst als eine kleine, mit Palisaden befestigte Feste errichtet worden sein. Dieser erste Burgbau war als Verteidigungsburg wahrscheinlich lediglich dafür ausgelegt, eine Mannschaft zu beherbergen. Im Jahr 1077 gehörte die Rammelburg dem Grafen Adalbert II. von Ballenstedt. Zwischen 1145 und 1184 war die Burg im Besitz des Freiherren von Biesenrode, einer Nebenlinie der Familie von Arnstein. Um 1190 kam die Rammelburg nach dem Aussterben der Familie von Biesenrode zur Familie von Arnstein. Im Laufe der Zeit wurde sie steinern erweitert und ausgebaut.
Im frühen 13. Jahrhundert soll die Rammelburg von Graf Albert von Arnstein an den Magdeburger Erzbischof verkauft worden sein. In einer Urkunde des Erzbischofs Rudolfs vom 9. Dezember 1259 wurde das castrum Rammeneborch schriftlich erwähnt. Es ging in der Folge als Lehen an Walter von Arnstein. Sein gleichnamiger Sohn übergab die Burgen Arnstein und Rammelburg dem verschwägerten Grafen Otto von Falkenstein.
1334 fielen die Burgen Arnstein und Rammelburg durch Heirat und Erlöschen der Falkensteins im Mannesstamm an die Grafen von Regenstein und zwischen 1420 und 1430 wechselte Rammelburg als Lehen an die Grafen von Mansfeld. Nach dem Tod Graf Volrad II. von Mansfeld 1499 und der folgenden großen Mansfelder Erbteilung ging die Burg im Jahr 1501 an Graf Albrecht IV. von Mansfeld. Dieser baute die Burg schlossartig zu einem Wohnsitz aus. Zuvor war die Rammelburg vorrangig als Jagdsitz genutzt worden. 1554 wurde die Burg für kurze Zeit durch Heinrich von Braunschweig besetzt. Nach einem Erbfall wurde die Rammelburg von David von Mansfeld aufgrund einer hohen Schuldenlast 1564 für drei Jahre an Giso von Bortfeld verpfändet. In weiterer Folge wurde im Jahr 1571 ein erzbischöflich gestellter Verwalter eingesetzt, Geld mit dem Amt Rammelburg zu erwirtschaften, welches die Schulden abdecken sollte. Nachdem dies fehlgeschlagen war, wurde von Bortfeld als Hauptgläubiger (bis 1602 neuer Verwalter des Amtes) eingesetzt. Im Jahr 1575 wurde auf Betreiben Davids von Mansfeld eine Schlosskapelle in der Rammelburg errichtet. Nachdem die Rammelburg zwischenzeitlich vom Erzstift Magdeburg nach Kursachsen gewechselt war, veranlasste der neue Lehnsherr den Verkauf, dem sich der insolvente David von Mansfeld nicht verweigern konnte. So wurde Rammelburg 1602 von Graf David von Mansfeld an Caspar von Berlepsch, einem Enkel Hans von Berlepschs, verkauft. Bereits 1624 wurde das Schloss beziehungsweise die Burg an von Berlepschs Schwager Adrian Arndt von Stammer weiterverkauft. 1720 kam es zum Verkauf an Christian August von Friesen.

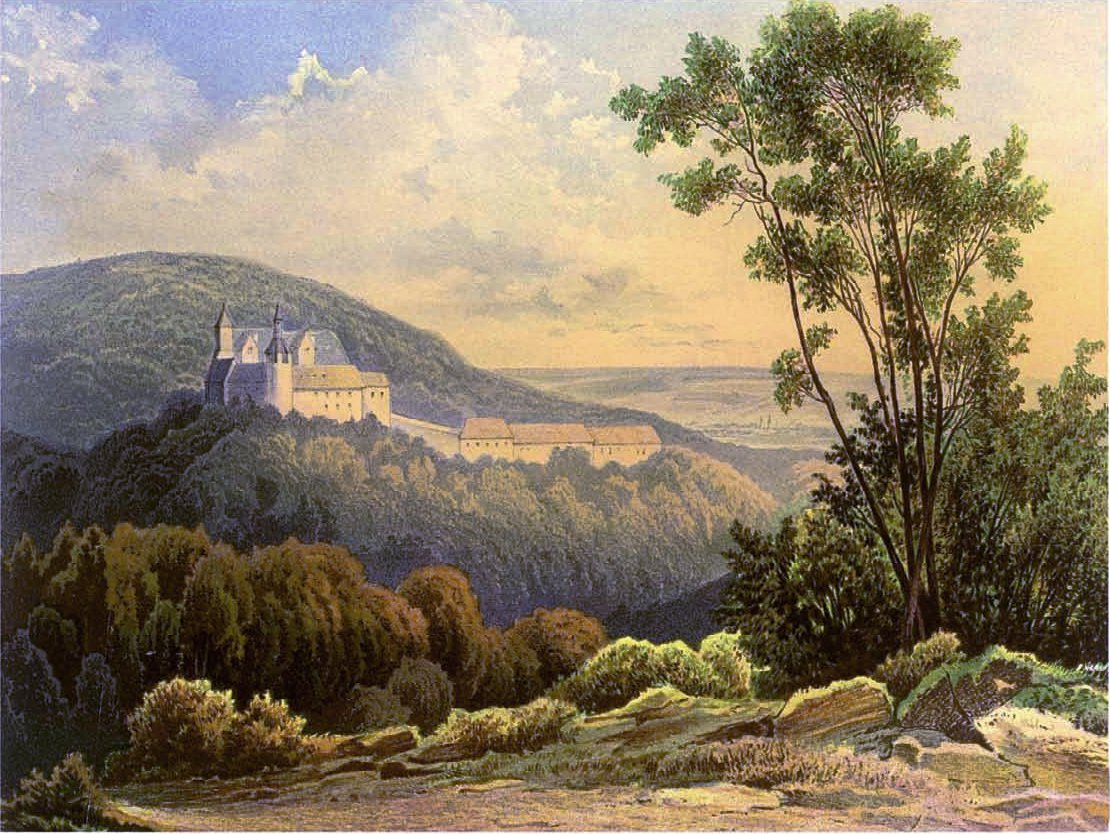
Schloss Rammelburg 1857/58, Gemälde von Alexander Duncker

Im Zuge der Umwälzungen im frühen 19. Jahrhundert (Napoleon'sche Besetzung) wechselte 1808 das Amt Rammelburg zum Königreich Westphalen und – nach dem Sieg über Napoleon – 1815 in das Königreich Preußen. 1829 ließ Ernst von Friesen die bestehende Schlosskapelle erneuern. Am 4. Oktober 1894 kam es im Schloss zu einem Großbrand, bei dem auch Menschen umkamen und der die Westfassade bis auf die Grundmauern zerstörte. Von 1903 bis 1904 erfolgte der Wiederaufbau des Schlosses im Stil der Neorenaissance durch den neuen Eigentümer Kurt von Heimburg nach Entwürfen des prominenten Berliner Architekten Ernst von Ihne. 1937 wurde Rammelburg an den Fürsten von Thurn und Taxis verkauft. 1941 bis 1945 war das Schloss Erholungsheim der NS-Kriegsopferversorgung für kriegsbeschädigte Frontkämpfer und Kriegshinterbliebene. Unweit des Schlosses ließ Richard Reckewerth ein nach ihm benanntes Erholungsheim errichten.
Im Zuge der Bodenreform nach dem Ende des Zweiten Weltkriegs 1945 wurde die Familie von Thurn und Taxis durch die Sowjetunion enteignet. Vorübergehend wurde das Schloss als Heim für Heimatvertriebene und anschließend als Getreidespeicher genutzt. Von 1947 bis 1949 waren ein Lehrlingswohnheim und eine Meisterschule der Handwerkskammern des Landes Sachsen-Anhalt untergebracht. 1949 übernahm die Sozialversicherungsanstalt Sachsen-Anhalt die Rammelburg. Der Rat des Kreises des Kreises Hettstedt eröffnete im Schloss eine Tuberkuloseklinik. Von 1969 bis 1995 wurde Rammelburg als Rehabilitationszentrum für Jugendliche mit psychischen und physischen Beeinträchtigungen des Bezirks Halle genutzt, das ab 1990 als Reha-Klinik Rammelburg bezeichnet wurde.
1995 gab es zunächst Pläne, im Schloss ein Hotel zu etablieren. Ein Verkauf durch das Land wurde 1996 jedoch durch das Haus Thurn und Taxis gerichtlich unterbunden. Die Familie versuchte gerichtlich, einen Rückerwerb ihres ehemaligen und durch die Sowjets enteigneten Besitzes zu erwirken. Bis zur abschließenden gerichtlichen Klärung erging ein Sanierungsverbot. 1997 wurde der Antrag von Thurn und Taxis abgewiesen. Zu dieser Zeit betrug der geschätzte Sanierungsbedarf am Schloss etwa 30 bis 40 Millionen Deutsche Mark. Ab 1998 kam es zu Reparaturarbeiten durch das Land Sachsen-Anhalt. Die Dächer des West- und Nordwestflügels sowie des Südturms wurden mit Schiefer eingedeckt, teilweise von Schimmelpilz und Hausschwamm beseitigt und dortige Parkettböden restauriert. Ein Verkauf durch Versteigerung 1999 kam aufgrund eines Wasserschadens nicht zustande. 2017 waren die Eigentumsverhältnisse unklar. Der Investitionsbedarf wurde auf etwa 50 Millionen Euro geschätzt. Das Schloss Rammelburg befindet sich derzeit im Besitz von Peter Karl Jugl, einem Unternehmer aus Markkleeberg bei Leipzig. Jugl kaufte das Schloss im Jahr 2023.

## Lage
Die Rammelburg liegt im Tal der Wipper, die in einem Mäander halbkreisförmig südlich um den Burg- oder Schlossberg fließt, etwa neun Kilometer westlich der Stadt Mansfeld und etwa einen Kilometer südlich der Bundesstraße 242. Die Höhenburg liegt auf einem etwa 260 m ü. NN hohen Felsvorsprung. Das Felsgestein besteht aus Phyllit und Grünschiefer.

## Anlage

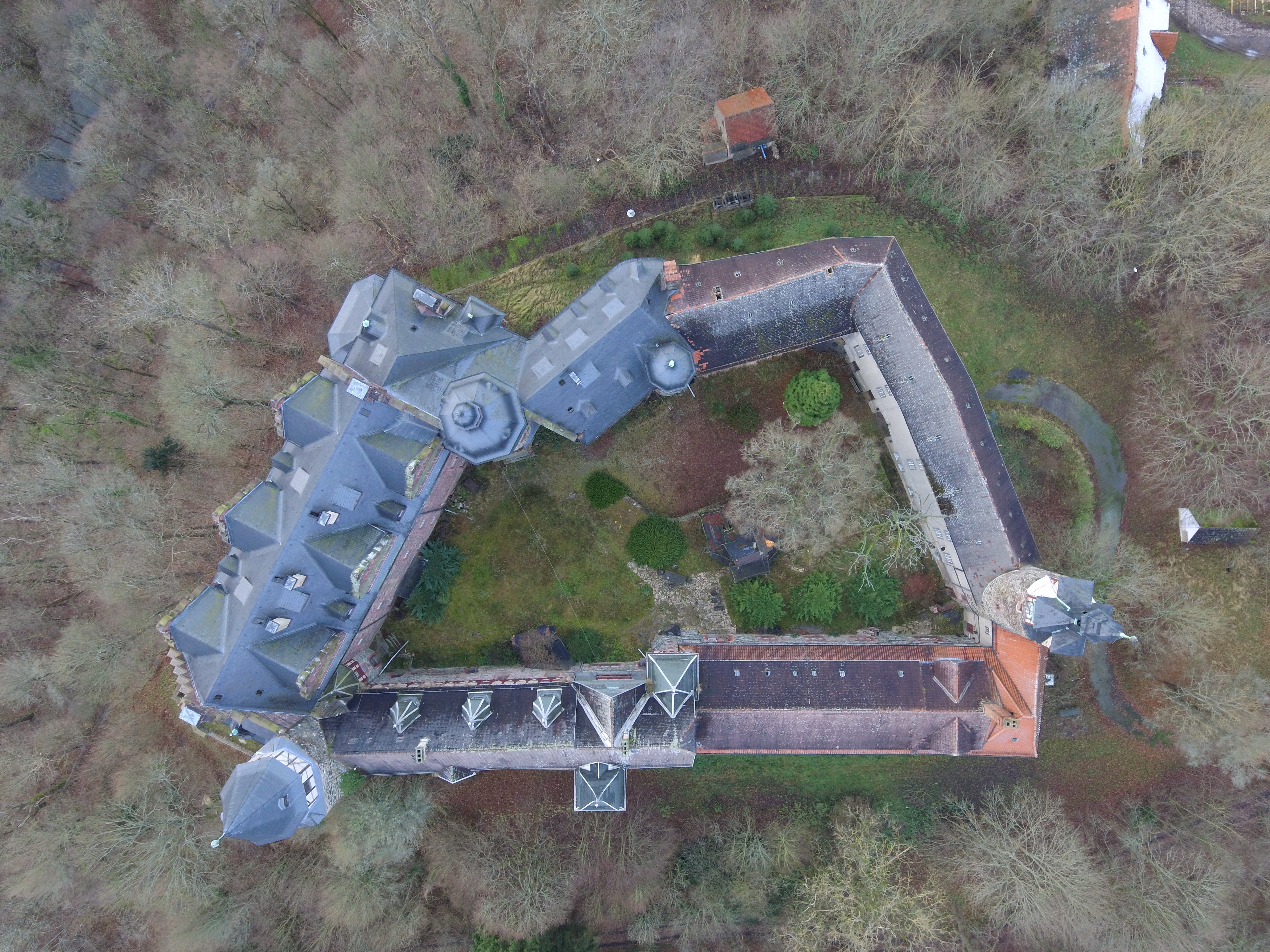
Draufsicht Schloss Rammelburg (Dezember 2017)

Das Schloss Rammelburg weist einen unregelmäßigen mehreckigen Grundriss auf. Das Grundstück des Schlosses soll insgesamt etwa eine Fläche von 8300 Quadratmeter umfassen. 2900 Quadratmeter seien die Wohn- beziehungsweise Nutzflächen.
Im Südwesten befindet sich das Hauptgebäude, welches nach einem Brand zum Ende des 19. Jahrhunderts im Stil der Neurenaissance erbaut wurde. Es imponiert in einem rötlichen Ton und ist einschließlich zweier Dachgeschosse fünfstöckig. Die äußere Längsseite des Gebäudeteils weist nach Westen, die zum Burghof nach Osten. Im Bereich des schiefergedeckten Daches imponieren jeweils drei zweistöckige Zwerchhäuser, deren Volutengiebel gleichfalls nach Westen und Osten weisen. Weiterhin finden sich im Bereich des Daches mehrere Schlepp- und Giebelgauben. Die Fenster sind mit roten Faschen umrandete rechteckige Sprossenfenster.
Nach Süden liegt der ehemalige Bergfried, welcher aus Felsstein errichtet wurde. In diesen wurden mit roten Faschen umrandete Rechteckfenster eingearbeitet und ein Stockwerk aus Fachwerk aufgesetzt. Dieses Stockwerk hat ein mit schwarzem Schiefer eingedecktes Kegeldach. Weiterhin liegt nach Süden ein sich anschließender, in seinen Grundmauern aus grauem Felsstein und ebenfalls um ein aus Fachwerk errichtetes Stockwerk erhöhter Gebäudeflügel. In diesem befindet sich die ehemalige Schlosskapelle. Das Mansarddach ist mit Ziegeln eingedeckt. Es ist mit Gauben, einem Zwerchhaus zum Innenhof und zwei turmartigen Anbauten gegliedert.
Nach Südosten schließt sich ein Flügel an, der über zwei Stockwerke erstreckende Rundbogenfenster aufweist. In diesem Gebäudeteil soll sich die Orangerie des Schlosses befunden haben. Nach Osten befindet sich ein zweiter ehemaliger Wehrturm der Burg. Auch dieser ist um ein Stockwerk in Fachwerk erhöht. Auf dem Dach wurde eine Laterne aufgesetzt. Der nordöstliche Gebäudeflügel ist aus grau verputztem Mauerwerk und ohne Dach dreistöckig. Nach Nordwesten liegen zwei Gebäudeflügel und zwei Türme, welche Wendeltreppen beinhalten. Diese Türme haben Hauben, der westliche von beiden mit einer aufgesetzten Laterne.